# Agustí Borgunyó i Garriga
Agustí Borgunyó i Garriga (Sabadell, 2 de maig de 1894
- Barcelona, 1 de juliol de 1967) va ser músic, director d'orquestra i compositor d'una extensíssima obra. Instrumentista de piano, violí, saxòfon i clarinet, visqué vora cinquanta anys als Estats Units i, des d'allí, enviava sardanes i peces de música per a cobla perquè s'estrenessin a Catalunya.

## Biografia
Fill d'uns obrers del tèxtil, començà els estudis musicals a l'Escola Municipal de Música de Sabadell amb els mestres Josep Plans i Cebrià Cabané, i els prosseguí a Barcelona fent composició i harmonia amb Manuel Burgés. Cantà a l'Orfeó de Sabadell i entrà a la Banda Municipal de Sabadell amb només 16 anys. En aquell temps ja tocava el piano, el violí, el saxòfon i el clarinet. Poc després fou nomenat professor de solfeig de l'Escola Municipal de Música i entrà al quintet Vila-Padró com a pianista.
El 1915, amb 21 anys, va marxar cap als Estats Units. Sembla que ho va fer, en part, per una relació amorosa desafortunada i, per altra, per eludir el servei militar espanyol i la guerra del Marroc; en tot cas, poc després s'allistà a l'exèrcit americà quan aquest entrà a la Gran Guerra. En acabar aquesta conegué en Xavier Cugat i durant una temporada formaren un duet de violí (Cugat) i piano (Borgunyó) per tocar en cafès-concert; s'acabà quan Xavier Cugat marxà a buscar feina a Los Angeles.
Entre els anys 1915 i 1932 visqué a Washington DC i, mentre portava la direcció artística d'una de les orquestres "Meyer Davis", va compondre ballets, suites i operetes d'estil americà, obtenint crítiques molt favorables als diaris. El 3 de desembre del 1928 es nacionalitzà com a ciutadà dels EUA. Col·laborà amb l'orquestra de Paul Whitman i, fins al 1934, va orquestrar quasi exclusivament per a la cantant Kate Smith, a l'emissora de ràdio de la CBS de Nova York. Aquell any va ser contractat com a director artístic de l'orquestra simfònica de l'emissora WOR dirigida per Alfred Wallenstein, que li encomanà obres d'estil espanyol (Suite per a viola, Suite ibérica, Danza ibérica, Nocturno sevillano). Conjugà aquesta tasca amb l'ensenyament d'orquestració a la prestigiosa Juilliard School of Music (1934-1938). Entre els anys 1941 i 1960 fou director musical i artístic de la National Broadcasting Symphony Orchestra per a un programa apadrinat per la Firestone, fent orquestracions per a diversos cantants entre els quals Mario del Monaco i Renata Tebaldi. També va participar en el programa radiofònic L'hora catalana, elaborat pel Centre Català de Nova York, amb contingut propagandístic pro nord-americà. En jubilar-se va retornar a Catalunya el 1963, on continuà component músiques per a documentals de propaganda del Ministeri d'Agricultura nord-americà (1958-1963).
L'obra musical del compositor és extensíssima: més de 180 sardanes i altres composicions de música per a cobla, més de cinquanta cançons per a veu i piano, una trentena de peces de música coral, un gran nombre d'obres per a piano, dos quartets i un trio de corda, obres per a orquestra de cambra i simfònica, operetes i ballets. Gran part de la seva obra musical es conserva a l'Arxiu Històric de Sabadell, i una altra part es troba repartida entre diverses biblioteques i arxius americans. A la Fundació Bosch i Cardellach de Sabadell es pot consultar una extensa correspondència d'en Borgunyó amb un amic sabadellenc que n'il·lustra la biografia. Des de l'any 2003 hi ha a Sabadell l'Orquestra Simfònica Agustí Borgunyó.

## Premi Agustí Borgunyó
Des de l'any 2004, l'associació Sabadell Més Música convocà anualment el Premi Agustí Borgunyó, o Premi Nacional Agustí Borgunyó, per a persones o entitats que fomentin la música per a cobla.
Els seus guanyadors han estat el Foment de la Sardana de Banyoles (2004), els músics Joan Lluís Moraleda (2005), Manuel Oltra (2006), Salvador Brotons (2008), Jordi Leon (2009), Jordi Molina (2011), Esteve Molero (2014), Marc Timón (2015), Francesc Elias (2016), Bernat Castillejo (2017), Antoni Ros-Marbà (2018), Josep Vinaròs i Martínez (2019) i Albert Guinovart (2020), la Fundació Palau de la Música de Barcelona (2007), el periodista radiofònic Jordi Saura (2013), l'enginyer de so David Casamitjana Ribas (2022) i les cobles la Principal d'Amsterdam (2010) i Sant Jordi (2012)

## Obra

### Música per a l'escena
- China Eggs, espectacle musical en dos actes amb text de Frank Baer i Arling Alcine
- The Damask Rose, ballet de tema oriental
- La festa de carrer, ballet amb llibret de Joan Bach
- The Gypsy Goddess
- Maryana (c.1925), opereta en tres actes
- The shadow siren (c.1928), opereta en tres actes
- Women!, espectacle en un acte

### Música per a orquestra simfònica i de cambra
- L'aplec (1956), suite folklòrica, estrenada a Nova York per l'Orquestra d'Alfred Wallenstein i a Barcelona per l'Orquestra Municipal de Barcelona sota la direcció d'Eduard Toldrà
- Believe me if all those endearing young charms (1938), per a orquestra de corda
- Costa Brava (1947), sardana per a orquestra sinfònica
- Danza ibérica núm. 1, per a orquestra simfònica
- Emporiom (1951), sardana per a 2 tenores i orquestra simfònica
- Minuet (1938), per a orquestra de corda
- Nocturno sevillano, per a orquestra simfònica
- Scherzo simfònic, per a orquestra simfònica
- Suite ibérica, per a orquestra de corda
- Suite per a viola i orquestra núm. 1
- Suite per a viola i orquestra núm. 2
- Two pieces for string orchestra

### Música per a cobla
- Dansa noble (1959), glossa
- Mosaic catalanesc (1959)
- Petit ballet imaginari (1959), glossa per a dues cobles
- El petit dansaire (1959), glossa
- Rera-Mur, marxa heroica
- La roureda, pastoral
- Suite per a cobla (1950), en tres moviments, dedicada a Joaquim Serra
- Tres impressions de la Vila de l'Escala (1949), suite
- Valse de flautín

#### Sardanes
Una selecció dels seus títols
- Al meu Sabadell (1964)
- El barri de Sant Ponç (1959)
- Collcerola (1929)
- Comiat (1929)
- Costa Brava (1947)
- La cova del drac (1954), escrita originalment per a cobla amb tres trompetes i dos trombons
- De puntetes (1955)
- Dos brotets de farigola (1948), obligada per a dos trombons
- Esgarrapant les boires (1929), obligada de tenora
- L'estiuet de sant Martí (1953, obligada de tible
- El gegant del Pi (1948)
- Gratitud[Enllaç no actiu] (1961)
- Homenatge a Garreta (1954)
- Homenatge al mestre Toldrà (1962)
- Lloança a Joaquim Serra (1958), va obtenir el primer Premi Joaquim Serra
- El més petit (1948), obligada de flabiol
- El meu adéu (1958), dedicada a Joaquim Serra
- Mirant al cel (1949)
- Nostàlgia (1966), sardana pòstuma, instrumentada per en Bernat Castillejo
- Núria (1934)
- Recordant l'Albert (1947), dedicada a l'Albert Martí, obligada de tenora
- La reina de la llar (1948), a la seva esposa, primer premi Barcino 1948
- El rellotge de l'avi (1948), obligada per a dos trombons
- Retorn (1929)
- Rialletes (1933), dedicada al seu fill George, en el seu quart aniversari
- S'Agaró, terra d'ensomnis (1934)
- Tornaboda (1953)
- Vila de Molins de Rei (1959)
- Violetes del bosc (1960)
- Xamosa Pilar (1951)

- Entre els meus (1957), per a dues cobles
- Festa a Queralt (1952), per a tres cobles
- La poncella (1912), sardana per a banda
- Sitges en festa (1964), per a dues cobles
- Soca i arrel (1959), per a dues cobles

- Bella remembrança (1954), per a cor mixt i cobla, lletra de Leandre Roura
- Les fogueres de Sant Joan (1962), per a cor mixt i cobla
- Ginesta simbòlica (1949), per a cor mixt i cobla, lletra de Joan Sallarés
- Juntes les mans (1953), per a cor mixt i cobla, lletra de Carles Grandó
- La llum de la Costa Brava (1956), per a cor mixt i cobla, lletra de Joan Serracant
- La sardana del Rosselló (1960), per a cor mixt i cobla, lletra de Ferran Canyameres
- La sardana redemptora (1958), per a cor mixt i cobla, lletra de Joan Llongueres
- La sardana triomfant (1960), per a cor mixt i cobla, lletra de Joan Maria Freixas

### Cançons
Selecció de títols: La cançó de Colombina, Complanta de l'amor novell, Gener, Glossa primaveral (caramella amb lletra de Leandre Roura), Plant de donzella, Pressentiment, Lo cego d'Alhama, Romança, Símbol, Un demà
Suite of four songs (A Thousand Songs Unsung, Caravan of Hearts, Duet of the Stars, The Dancer), Paradise blues (1923), The Pal of Delta-Chi (1924), Hava-Conga (1941), Lamento tropical: Cuban bolero (1941), Cisco kid rhumba (1942), Maria Mia: Rumba (1942), Mercedes (Tropical Serenade) (1942), Tampa (1942), Tropical Gardens (1942), Castanets: Paso-doble (1943), Criolla: Canción-bolero (1943), The Timbalero, El Timbalero: Rumba (1943)

### Altres obres
Idil·li, peça per a trio de corda, Quartet de corda núm. 1, Quartet de corda núm. 2 (1963), Pregària [a la Mare de Déu de la Serra de Montblanc] (1956), amb lletra de Conrad Bayer i Gaspà, New York: foxtrot (sextet), per a piano i quintet de corda, Bon viatge, per a cor mixt de sis veus, La capritxosa: polka, Did it happen, Le paradis bleu, Moorish moods, Rattle Brain